# Cisco Systems
Cisco Systems er et amerikansk multinationalt firma med 70.000 medarbejdere og en omsætning på 40 mia. USD (2010). Hovedkvarteret ligger i San Jose, California. Firmaet designer og sælger netværks og kommunikationsteknologi og service under fem mærker; Cisco, Linksys, WebEx, IronPort og Scientific Atlanta. I begyndelsen producerede Cisco kun multi-protokol-routerere til B2B-markedet men gradvist har firmaet diversificeret sig over i ligeledes også at sælge til B2C-markedet, med teknologi som VoIP, samtidig med at firmaet har udvidet sine tilbud til B2C-markedet.

## Eksterne links
- Wikimedia Commons har flere filer relateret til Cisco Systems
- Cisco Systems Danmark

| Firma | Spire Denne artikel om et firma eller en virksomhed i USA er en spire som bør udbygges. Du er velkommen til at hjælpe Wikipedia ved at udvide den. |